# Щербинівка (селище)
Щерби́нівка — селище Торецької міської громади Бахмутського району Донецької області, Україна. Населення становить близько 3 600 мешканців (станом на 2013 рік). Відстань до Торецька автошляхом місцевого значення становить близько 6 км.

## Історія
Відоме з 17 століття; у середині 19 століття населення становило 1 750 мешканців.

## Населення

### Мова
Розподіл населення за рідною мовою за даними перепису 2001 року:
| Мова            | Кількість | Відсоток |
| --------------- | --------- | -------- |
| українська      | 3665      | 91.24%   |
| російська       | 346       | 8.61%    |
| румунська       | 2         | 0.05%    |
| білоруська      | 1         | 0.02%    |
| інші/не вказали | 3         | 0.08%    |
| Усього          | 4017      | 100%     |

За даними перепису 2001 року населення селища становило 4017 осіб, із них 91,24 % зазначили рідною мову українську, 8,62 % — російську, 0,05 % — молдовську, 0,02 % — білоруську.

## Люди
- Скірко Леонід Миколайович (народився 1939 в Щербинівці, помер 2012 в Торонто, Канада) — канадський співак українського походження, бас-баритон.
- Пилипенко Іван Маркович (15 серпня 1912 — 2 жовтня 1942)  — радянський військовий льотчик, учасник німецько-радянської війни, Герой Радянського Союзу.